# Jamal Duff

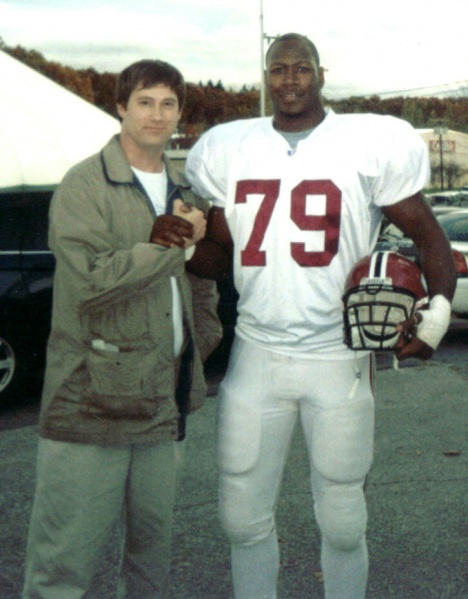
Jamal Duff (rechts)

Jamal E. Duff (* 11. März 1972 in Columbus, Ohio) ist ein US-amerikanischer Schauspieler und ehemaliger Footballspieler.

## Leben
Jamal Duff wurde 1972 in Columbus im US-Bundesstaat Ohio geboren. Sein Bruder John war ebenfalls Footballspieler. Er besuchte die San Diego State University und die Foothill High School in Tustin, Kalifornien. Er studierte an der San Diego State University Grafikdesign.
Jamal Duff ging in die NFL, wo er in der sechsten Runde des NFL Draft 1995 von den New York Giants gedraftet wurde. Ab 1996 spielte er bei den Washington Redskins. Nachdem Duff entlassen worden war, nahm er im Trainingslager der Oakland Raiders 2000 teil, schaffte es aber nicht in die Mannschaft. Im Frühjahr wechselte er zu den Los Angeles Xtreme und wurde XFL Campion 2001.
Während er als Grafiker in Los Angeles arbeitete, wandte sich Duff der Schauspielerei zu.
2003 hatte Duff in dem Film S.W.A.T. – Die Spezialeinheit seinen ersten Auftritt. 2006 hatte er seine erste Rolle in der Fernsehserie CSI: Vegas. In der Fernsehserie Revenge hatte er 2011 bis 2012 erstmals eine wiederkehrende Rolle.

## Filmografie
- 2003: S.W.A.T. – Die Spezialeinheit (S.W.A.T.)
- 2003: Welcome to the Jungle (The Rundown)
- 2004: Voll auf die Nüsse (DodgeBall: A True Underdog Story)
- 2004: The Eliminator
- 2004: Dodgeball: A True Underdog Story – Deleted Scenes
- 2006: CSI: Vegas (CSI: Crime Scene Investigation, Fernsehserie, Folge 6x13 Der letzte Vorhang)
- 2006: All Of Us (Fernsehserie, Folge 3x14)
- 2006: In Justice (Fernsehserie, Folge 1x12)
- 2006: The Marine
- 2006: Monster Night
- 2006: The Circuit 3 (The Circuit 3: Street Monk)
- 2006: Backlash
- 2007: The Game (Fernsehserie, Folge 1x18)
- 2007: Daddy ohne Plan (The Game Plan)
- 2007: Bloodfighter of the Underworld (Lords of the Underworld)
- 2009: Blood: The Last Vampire
- 2010: Perfect Combination
- 2010: Two and a Half Men (Fernsehserie, Folge 8x10 Die japanische Regenbrille)
- 2011: Traffic Light (Fernsehserie, Folge 1x01)
- 2011: Melissa & Joey (Fernsehserie, Folge 1x26 Vorbildliche Vorbilder)
- 2011–2012: Revenge (Fernsehserie, 3 Folgen)
- 2012: Django Unchained
- 2013: Sons of Anarchy (Fernsehserie, Folge 6x03)
- 2013–2015: Brooklyn Nine-Nine (Fernsehserie, 3 Folgen)
- 2014: Voll Vergeistert (The Haunted Hathaways, Fernsehserie, Folge 1x23)
- 2014: Workaholics (Fernsehserie, Folge 4x13)
- 2014: Scorpion (Fernsehserie, Folge 1x08 Die Hitmaschine)
- 2015: Marvel’s Agents of S.H.I.E.L.D. (Agents of S.H.I.E.L.D., Fernsehserie, Folge 2x13 Eine von uns)
- 2015: The Perfect Guy
- 2016: Fresh Off the Boat (Fernsehserie, Folge 2x17 Der goldene Suppentopf)
- 2016: Loosely Exactly Nicole (Fernsehserie, Folge 1x05)
- 2016: Blunt Talk (Fernsehserie, 3 Folgen)
- 2017: Future Man (Fernsehserie, Folge 1x10 Ich liebe die 80er!)
- 2017: Major Crimes (Fernsehserie, 2 Folgen)
- 2017: Bright
- 2018: This Is Us – Das ist Leben (This Is Us, Fernsehserie, Folge 2x16 Las Vegas, Baby)
- 2018: Pay Day (The Debt Collector)
- 2018: Zuhause bei Raven (Raven’s Home, Fernsehserie, Folge 2x18)
- 2020: Lucifer (Fernsehserie, Folge 5x03 ¡Diablo!)
- 2021: Rumble – Winnie rockt die Monster-Liga (Rumble, Sprechrolle)
- 2022: The Chi (Fernsehserie, Folge 5x07)
- 2022: Better Call Saul (Fernsehserie, Folge 6x13 Saul ist weg)
- 2022: In the Ring with Daisy King
- 2023: Night Court (Fernsehserie, Folge 1x14)